# Suggestivnamen für neue Waffen
«Запропоновані назви для нового озброєння» (нім. Suggestivnamen für neue Waffen) — система позначень військової техніки Третього Райху, що містила промовисті назви, додаткові до повних офіційних позначень, як Sd Kfz, Vs Kfz, Panzerkampfwagen, Panzerjäger тощо.
Нові назви було створено за участі Міністерства пропаганди для підвищення впізнаваності озброєння в самій Німеччині та за кордоном, затвердженням займався сам Адольф Гітлер. Назва системи походить від наказу від 12 грудня 1943.Пізніше, дещо змінений та детальніший перелік з'явився в наказі Альфреда Йодля від 1 лютого 1944. Деякі назви було змінено згодом.

## Перелік назв
Нижче наведено перелік назв, що містились у відповідних указах, за алфавітом. В разі, якщо назва відрізняється в наказах за 12 грудня 1943 та 1 лютого 1944, наведено обидві через скісну риску.
| Повна назва                                                       | Запропонована назва      | Транскрипція         | Переклад                                         |
| ----------------------------------------------------------------- | ------------------------ | -------------------- | ------------------------------------------------ |
| Авіація                                                           |                          |                      |                                                  |
| Arado Ar 234                                                      | Blitz                    | Бліц                 | блискавка                                        |
| Dornier Do 335                                                    | Pfeil                    | Пфайль               | стріла                                           |
| Focke-Wulf Ta 152                                                 | Würger                   | Вю́рґер               | 1) душитель, 2) сорокопуд                        |
| Focke-Wulf Ta 154                                                 | Wespe[джерело?]          | Ве́спе                | оса                                              |
| Heinkel He 177                                                    | Greif                    | Ґрайф                | грифон                                           |
| Heinkel He 162                                                    | Spatz[джерело?]          | Шпац                 | горобець                                         |
| Junkers Ju 188                                                    | Rächer                   | Ре́хер                | месник                                           |
| Junkers Ju 352                                                    | Herkules                 | Ге́ркулес             | Геркуле́с                                         |
| Junkers Ju 388                                                    | Störtebeker[джерело?]    | Штертебе́кер          | ймовірно, Клаус Штьортебекер                     |
| Junkers Ju 390                                                    | Titan                    | Тіта́н                | титан                                            |
| Messerschmitt Me 163                                              | Komet                    | Коме́т                | комета                                           |
| Messerschmitt Me 219                                              | Uhu                      | У́гу                  | сова                                             |
| Messerschmitt Me 262                                              | Sturmvogel               | Штурмфо́ґель          | буревісник (буквально: шторм або штурм + птах)   |
| Messerschmitt Me 410                                              | Hornisse                 | Горні́ссе             | шершень                                          |
| Військова техніка                                                 |                          |                      |                                                  |
| Ferngelenkter Sprengstoffträger                                   | Goliath                  | Ґоліа́т               | Ґоліят                                           |
| Panzerkampfwagen V                                                | Panther                  | Па́нтер               | пантера                                          |
| Panzerkampfwagen VI                                               | Tiger                    | Ті́ґер                | тигр                                             |
| Pioniergerät zum Sprengen von Anlagen mit explosiven Gasgemischen | Taifun                   | Тайфу́н               | тайфун                                           |
| s. Pz. Jäger auf Fahrgest. Panther                                | Jagdpanther              | Яґдпа́нтер            | буквально: полювання + пантера                   |
| s. Pz. Jäger auf Fahrgest. Tiger                                  | Jagdtiger                | Яґдті́ґер             | буквально: полювання + тигр                      |
| Sd Kfz 3                                                          | Maultier                 | Ма́ультір             | мул                                              |
| 7,5 cm Pak 40 auf Fgst. Pz. Lorraine                              | Marder I                 | Ма́рдер               | куниця                                           |
| 7,5 cm Pak 40 auf Fgst. Panzer II                                 | Marder II                | Ма́рдер               | куниця                                           |
| 7,5 cm Pak 40 auf Fgst. Pz. 38 (t)                                | Marder III               | Ма́рдер               | куниця                                           |
| 8,8 cm Pak auf Fahrgest. III/IV                                   | Nashorn                  | На́сгорн              | носоріг                                          |
| 8,8 cm Sturmgeschütz Porsche                                      | Ferdinand / Elefant      | Фе́рдінанд / Елефа́нт  | Фердинанд Порше / слон                           |
| Інше                                                              |                          |                      |                                                  |
| V-2                                                               | Feuerteufel              | Фоєрто́йфель          | вогняний смерч                                   |
| V-3                                                               | Fleißiges Lieschen       | Фля́йсіґес лісхен     | працьовита Лісхен                                |
| V-4                                                               | Meteor                   | Метео́р               | метеор                                           |
| 8,8 cm RPzB 54                                                    | Ofenrohr / Panzerschreck | О́фенрор / Панцершрек | комин / буквально: танк + страх («гроза танків») |
| 8,8 cm RW 43                                                      | Puppchen                 | Пу́ппхен              | лялька                                           |
| 28 cm K 5 (E)                                                     | Schlanke Bertha          | Шла́нке Бе́рта         | струнка Берта                                    |

При цьому, в документі від 1 лютого 1944 було зазначено, що вже усталені назви для важкої артилерії, як Bruno, Siegfried тощо, будуть залишені. А деякі назви, як Wespe, Grille, Hummel, Maultier, будуть скасовані. Втім, скасовані назви продовжували використовуватись та дійшли до наших днів широко відомими.

## Помилкові назви
Нижче наведено перелік назв, які є хибними або були лише неофіційними прізвиськами різних машин.
- Brummbär. Неофіційна назва, надана німецькими солдатами[7].
- Ferdinand/Elefant. В деяких джерелах перейменування Ferdinand на Elefant пов'язують з його модернізацією. Втім, рішення Гітлера про перейменування було прийнято ще в листопаді 1943 року, а відповідний наказ було видано лише 1 лютого 1944 року[7][8].
- Hetzer. Ця назва прижилась серед німецьких підрозділів через помилку на заводі Škoda, де машину протягом кількох тижнів випадково називали так, як мали називати проєкт E-10[7][4][9].
- Königstiger. Назва була неофіційною, але широко вживалась як німцями, так і повоєнними істориками. Примітним є те, що німецькою мовою Königstiger — бенгальський тигр, а «королівський тигр» є буквальним перекладом[7].
- Puma. Назва була широко вживаною серед солдатів, але неофіційною. Цим словом могли називати різні варіанти: від Sd Kfz 234/1 до Sd Kfz 234/4[4].
- Zwischenlösung. Ця назва для Panzer IV/70 (A) є хибною, оскільки німецькою це слово перекладається як «проміжне рішення». Повоєнні історики використовували це слово як назву, бо точне офіційне найменування було невідомим[7].